# Dave van der Meer
Dave van der Meer (Rotterdam, 13 mei 1973) is een voormalig Nederlands profvoetballer die speelde als verdediger. Hij kwam uit voor Sparta Rotterdam en FC Dordrecht.
Van der Meer maakte zijn debuut in het Nederlandse betaalde voetbal op 19 augustus 1995 in de competitiewedstrijd Willem II-Sparta (6-0), toen hij na 32 minuten werd vervangen door Dennis de Bruin.
Sinds 2008 doet hij de commerciële zaken bij Sparta Rotterdam.

## Clubstatistieken
| Seizoen | Club             | Duels | Goals | Competitie     |
| ------- | ---------------- | ----- | ----- | -------------- |
| 1995/96 | Sparta Rotterdam | 32    | 0     | Eredivisie     |
| 1996/97 | Sparta Rotterdam | 21    | 0     | Eredivisie     |
| 1997/98 | Sparta Rotterdam | 32    | 2     | Eredivisie     |
| 1998/99 | Sparta Rotterdam | 25    | 0     | Eredivisie     |
| 1999/00 | Sparta Rotterdam | 24    | 1     | Eredivisie     |
| 2000/01 | Sparta Rotterdam | 17    | 0     | Eredivisie     |
| 2001/02 | Sparta Rotterdam | 27    | 1     | Eredivisie     |
| 2002/03 | FC Dordrecht     | 17    | 0     | Eerste divisie |
| 2003/04 | FC Dordrecht     | 16    | 0     | Eerste divisie |
| Totaal  | Totaal           | 211   | 4     |                |